# 9-й гвардейский механизированный корпус
9-й гвардейский механизированный Днестровско-Рымникский Краснознамённый ордена Кутузова корпус — оперативно-тактическое войсковое соединение (механизированный корпус) в составе ВС СССР.
Сокращённое наименование — 9 гв. мк.

## История
Ведёт свою историю от 5-го механизированного Днестровско-Рымникского корпуса 2-го формирования, сформированного 8 сентября 1942 года на базе 22-го танкового корпуса.
За активное участие в разгроме немецко-фашистских войск на территории Румынии и за отличия в боях при овладении г. Рымникул-Сэрат приказом ВГК № 0306 от 12 сентября 1944 года был преобразован в 9-й гвардейский механизированный Днестровско-Рымникский корпус.
Приказом Верховного Главнокомандующего от 15 сентября 1944 года 9-й механизированной бригаде, отличившейся в боях за овладение Плоешти, присвоено наименование Плоештинская. Во исполнение приказа НКО № 0306 от 12 сентября 1944 года и в соответствии с директивой Генштаба от 10 октября 1944 года части и соединения, входящие в состав 9-го гвардейского механизированного корпуса, были преобразованы в гвардейские и получили новую нумерацию и наименование.
После завершения боевых действий в районе Праги, корпус в составе 6-й гвардейской танковой армии передислоцирован на Дальний Восток и армия включена в состав Забайкальского фронта. За образцовое выполнение заданий командования в боях по разгрому частей японской Квантунской армии и преодоление горного хребта Большой Хинган 46-я гвардейская танковая бригада корпуса награждена вторым орденом Красного Знамени (Указ Президиума Верховного Совета СССР от 20 сентября 1945) и стала именоваться 46-я гвардейская танковая Днестровско-Венская дважды Краснознамённая, орденов Суворова и Кутузова бригада., 18-я и 30-я гвардейские механизированные бригады получили почётные наименования Хинганская и 31-я гвардейская механизированная бригада — Порт-Артурская (Приказ Верховного Главного командования № 0162 от 20 сентября 1945).
21 сентября 1945 года корпус был переформирован в 9-ю гвардейскую механизированную дивизию в составе 6-й гвардейской механизированной армии. С 4 июня 1957 года стала 9-й гвардейской мотострелковой дивизией. 1 ноября 1958 года 9-я гвардейская мотострелковая Днестровско-Рымникская Краснознамённая, ордена Кутузова дивизия находившаяся на территории Монголии в г. Сайншанд в составе 6-й гвардейской танковой армии — расформирована.

## Состав корпуса
- 30-я гвардейская механизированная Днестровско-Хинганская орденов Кутузова и Богдана Хмельницкого бригада (бывшая 2-я)
- 31-я гвардейская механизированная Плоештинско-Порт-Артурская ордена Богдана Хмельницкого бригада (бывшая 9-я)
- 18-я гвардейская механизированная Днестровская Краснознамённая ордена Кутузова бригада (бывшая 45-я)
- 46-я гвардейская танковая Днестровско-Венская дважды Краснознамённая орденов Суворова и Кутузова бригада (бывшая 233-я)
- 389-й гвардейский самоходно-артиллерийский Хинганский Краснознамённый полк (бывший 745-й)
- 697-й самоходно-артиллерийский Ясский ордена Александра Невского полк полк
- 458-й гвардейский миномётный Бухарестский ордена Александра Невского полк
- 388-й гвардейский зенитный артиллерийский ордена Александра Невского полк
- 35-й отдельный гвардейский миномётный Смоленский ордена Богдана Хмельницкого дивизион
- 14-й отдельный гвардейский мотоциклетный Мукденский ордена Кутузова батальон (бывший 64-й омцб)

Корпусные части:
- 15-й отдельный гвардейский ордена Александра Невского[7] батальон связи
- 31-й отдельный гвардейский сапёрный ордена Богдана Хмельницкого и Александра Невского[8] батальон
- 81-й отдельный ремонтно-восстановительный батальон
- 1-й отдельный автотранспортный батальон
- 2-й отдельный автотранспортный батальон
- 28-й отдельный медико-санитарный батальон
- 559-я полевая танкоремонтная база, с 04.01.1945
- 560-я полевая авторемонтная база, с 04.01.1945
- 159-я отдельная рота химзащиты
- 33-я отдельная автотранспортная рота подвоза ГСМ
- авиазвено связи
- 12-й полевой автохлебозавод
- 1777-я полевая касса Госбанка
- 1817-я военно-почтовая станция

## Командование корпуса

### Командиры корпуса
- гвардии генерал-лейтенант танковых войск Волков, Михаил Васильевич (с 12.09.1944 по 02.09.1945 г.)[9]

### Заместители командира корпуса по строевой части
- полковник Шутов Степан Фёдорович (в сентябре 1944 года)
- гвардии генерал-майор танковых войск Широбоков, Михаил Васильевич (с 12.09.1944 по 13.11.1944 г.)
- генерал-майор Ермачек Матвей Лукьянович (ид 09.01.1945 — 30.06.1945; 30.06.1945 — 24.12.1945 г.)

### Начальник политотдела — заместитель командира по политической части
- гвардии полковник Шалунов, Василий Михайлович (с 12.09.1944 по 04.12.1945 г.)[10]

### Начальники штаба корпуса
- гвардии полковник Масленников, Андриан Артемьевич (с 12.09.1944 по 02.09.1945 г.)[11]

### Командующий артиллерии
- гвардии полковник Бем, Иосиф Иссидорович (на апрель 1945)

## Награды
| Награда (наименование)               | Дата награждения                                                                 | За что получена |
| ------------------------------------ | -------------------------------------------------------------------------------- | --- |
| Почётное звание «Гвардейский»        | присвоено приказом Верховного главнокомандующего № 306 от 12 сентября 1944 года  | за отличие в боях при овладении городом Рымнику-Сэрат (Рымник) |
| Почётное наименование «Днестровский» | присвоено приказом Верховного главнокомандующего № 081 от 8 апреля 1944 года     | за отличие при форсировании Днестра, взятии города и важного железнодорожного узла Бельцы и выход на государственную границу (по преемственности от 5-го механизированного корпуса)        |
| Почётное наименование «Рымникский»   | присвоено приказом Верховного главнокомандующего № 0306 от 12 сентября 1944 года | за отличие в боях при овладении городом Рымнику-Сэрат (Рымник) |
| Орден Красного Знамени               | награждён указом Президиума Верховного Совета СССР от 6 января 1945 года         | за образцовое выполнение заданий командования в боях немецкими захватчиками при прорыве обороны противника и форсировании Дуная и проявленные при этом доблесть и мужество                 |
| Орден Кутузова II степени            | награждён указом Президиума Верховного Совета СССР от 26 апреля 1945 года        | за образцовое выполнение заданий командования в боях с немецкими захватчиками при овладении городами Секешфехервар, Мор, Зирез, Веспрем, Эньинг и проявленные при этом доблесть и мужество |

## Отличившиеся воины
Герои Советского Союза:
- Гончаров, Иван Тимофеевич, гвардии капитан, командир мотострелкового батальона 30-й гвардейской механизированной бригады.
- Михно, Николай Михайлович, гвардии подполковник, командир 46-й гвардейской танковой бригады.
- Якушкин, Иван Игнатьевич, гвардии капитан, командир танкового батальона 46-й гвардейской танковой бригады.

 Кавалеры ордена Славы трёх степеней:
- Журавлёв, Александр Семёнович, гвардии старший сержант, командир отделения разведки 83 гвардейского танкового полка 18 гвардейской механизированной бригады.
- Лавров, Николай Сергеевич, гвардии младший сержант, наводчик артиллерийского орудия 18 гвардейской механизированной бригады.
- Минкин, Ефим Львович, гвардии ефрейтор, командир бронетранспортёра разведывательной роты 18 гвардейской механизированной бригады.
- Петрица, Михаил Захарович, гвардии старшина, командир боевой разведывательной машины 30 гвардейской механизированной бригады.
- Преснов, Владимир Дмитриевич, гвардии старший сержант, командир расчёта 82-мм миномёта 30 гвардейской механизированной бригады.
- Салосин, Николай Алексеевич, гвардии сержант, командир орудийного расчёта дивизиона 31 гвардейской механизированной бригады.
- Старков, Александр Михайлович, гвардии сержант, командир бронетранспортера 14 отдельного гвардейского мотоциклетного батальона.
- Тимошенко, Иван Архипович, гвардии старший сержант, механик-водитель танка 85 гвардейского танкового полка 31 гвардейской механизированной бригады.
- Чернеев, Дмитрий Тимофеевич, гвардии старший сержант, командир бронемашины разведывательной роты 18 гвардейской механизированной бригады.